# Nyodes marginata
Nyodes marginata är en fjärilsart som beskrevs av François Louis Nompar de Caumont de Laporte 1977. Nyodes marginata ingår i släktet Nyodes och familjen nattflyn. Inga underarter finns listade i Catalogue of Life.